# Elefante di Cremona

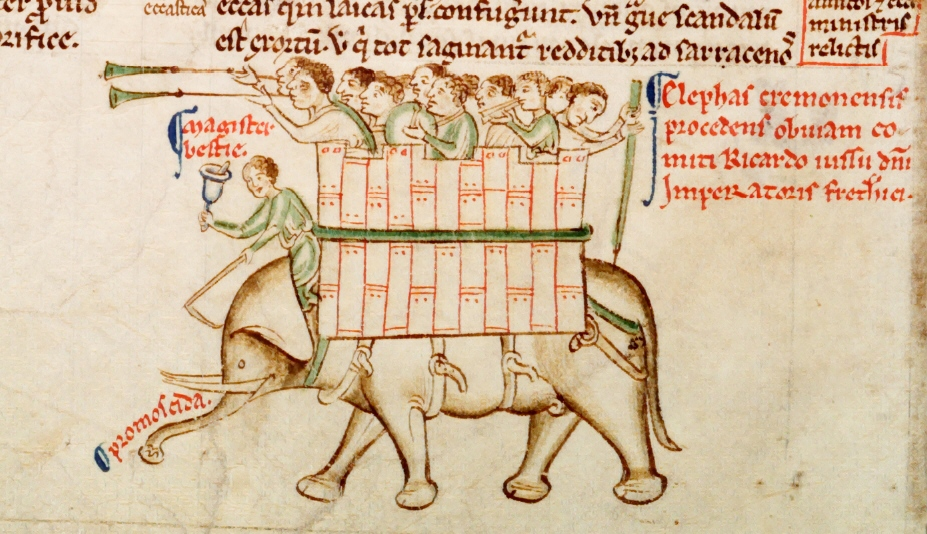
L'elefante di Cremona nella Chronica Majora di Matteo Paris

L'elefante di Cremona (Asia, prima del 1228 - Parma, gennaio 1248) fu un esemplare di elefante donato nel 1228 a Federico II di Svevia da parte del sultano ayyubide al-Malik al-Kamil. Usato principalmente per le manifestazioni trionfali del sovrano, l'elefante è citato da numerosi cronachisti e testimoni dell'epoca ed è noto per aver trainato il Carroccio dopo la grande vittoria delle armate di Federico II nella battaglia di Cortenuova del 1237. Rimasto a lungo nell'immaginario popolare collettivo, l'animale venne ucciso durante alcuni scontri occorsi nelle settimane immediatamente precedenti alla battaglia di Parma.

## Storia

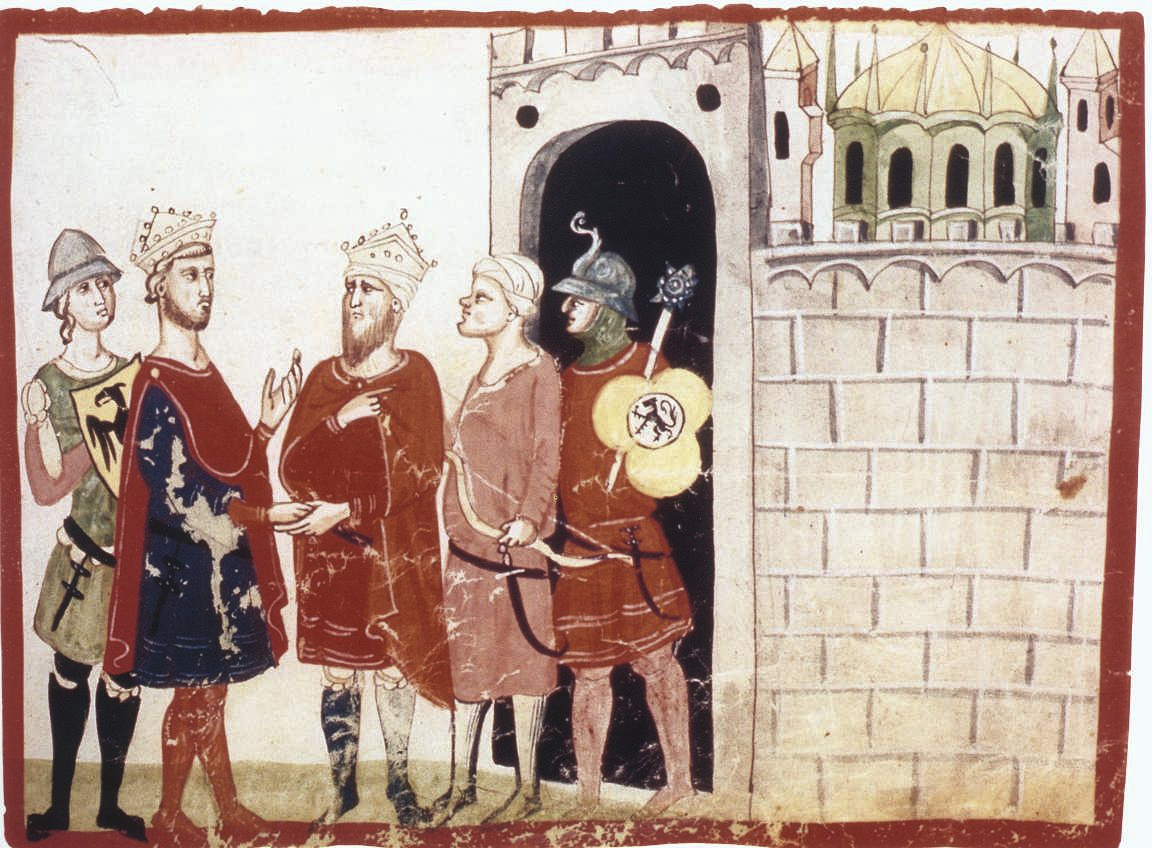
L'imperatore Federico II e il sultano al-Kamil a Gerusalemme

Nato molto probabilmente allo stato selvaggio, le prime notizie di questo esemplare di Elephas maximus o elefante asiatico risalgono a quando fu donato all'Imperatore dei Romani Federico II dal sultano di Damasco al-Malik al-Kamil. Prima di questo avvenimento, si ipotizza che il pachiderma fosse stato di proprietà del sultano e che lo avesse seguito nei suoi viaggi. L'avvenimento sarebbe occorso durante le trattative tra i due sovrani a Gerusalemme nell'ambito della Sesta crociata, con la mediazione dell'arcivescovo di Palermo Berardo di Castagna. L'elefante venne utilizzato nei cortei che seguivano l'imperatore nei suoi viaggi nelle varie località del suo impero, insieme ad altri animali esotici come dromedari, leopardi, orsi polari, leoni e linci. Federico era solito mostrarsi ai suoi sudditi con questo serraglio per risolvere problemi e tensioni locali; il suo arrivo in pompa magna incuteva timore nei suoi sudditi che vedevano in queste creature il segno tangibile della sua potenza.
Dalle testimonianze del passaggio di questi animali esotici contenute in cronache dell'epoca, si intuisce che la creatura che destò più stupore fu l'elefante, citato maggiormente rispetto agli altri animali. In una stele ritrovata nel XX secolo a Rimini si legge la descrizione di una sosta nella città da parte di Federico, proveniente da Viterbo, mentre si stava recando a Ravenna per una Dieta:
(Ricostruzione di Anna Falcioni e traduzione di Aurelio Roncaglia, in Federico II di Svevia e l'Epigrafe di San Martino in XX di Rimini)

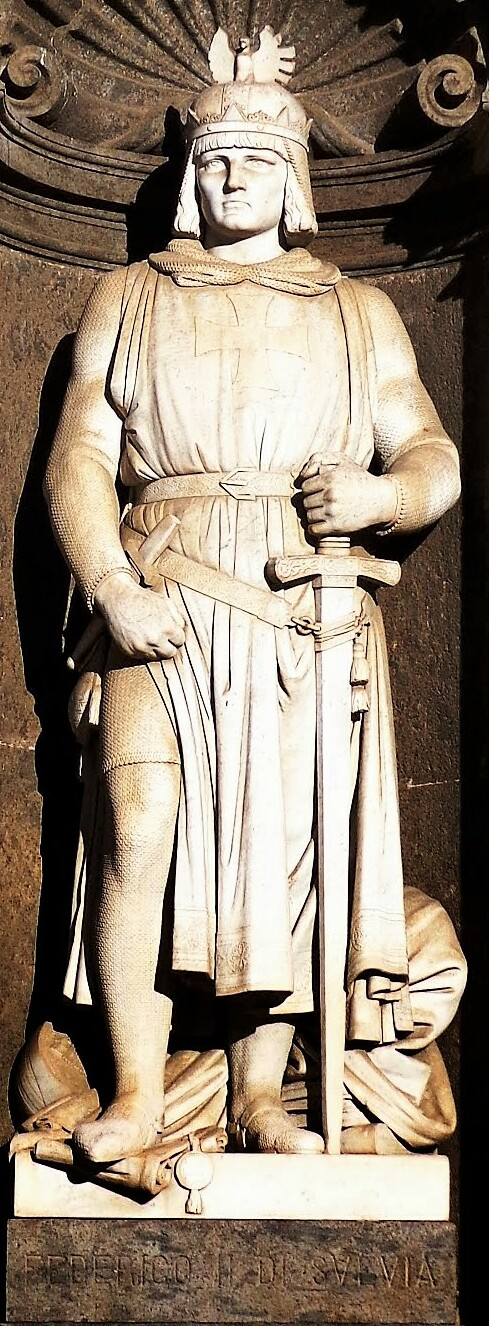
Statua di Federico II al Palazzo Reale di Napoli

Salimbene de Adam afferma di aver visto due volte l'elefante, nel 1235 a Parma e a Cremona nel settembre 1236, dove sarebbe stata costruita una struttura di legno sulla schiena dell'elefante in cui erano alloggiati guerrieri saraceni con stendardi e stemmi. Questo evento è ripreso anche da Matteo Paris, in una miniatura presente nella sua Chronica Majora, in cui sono rappresentati alcuni musicisti posizionati sulla struttura dorsale e un uomo intento a manovrare l'animale. L'immagine si rifà al racconto riferito all'autore del testo da Riccardo di Cornovaglia, presente in Italia come ospite dell'imperatore (in quanto suo cognato, avendo sposato sua sorella Isabella d'Inghilterra). Nella sua descrizione, sul dorso dell'elefante erano presenti trombettieri e altre persone che accompagnavano il suono della musica applaudendo. Oltre a una presenza certa del pachiderma a Ratisbona nel 1235, Pier delle Vigne menziona in due sue lettere l’animale, sostenendo che dopo la battaglia di Cortenuova Federico II decise di far sfilare l’elefante per le strade di Cremona, trainando il Carroccio, con la già citata costruzione lignea sulla schiena, e facendo trascinare incatenato all'asta della bandiera del carro il podestà di Milano Pietro Tiepolo, figlio del doge di Venezia Jacopo Tiepolo. Anche qui, l'animale trasportò sulla schiena un'impalcatura in cui presero posto dei trombettieri, intenti ad annunciare il trionfo dell'imperatore, esaltando lo Svevo come nuovo Divus Caesar Augustus. Probabilmente da queste due apparizioni deriva l'appellativo dato all'animale, "elefante di Cremona". L'animale viene citato anche da Brunetto Latini nel suo Tesoretto: qui l'autore riporta le testimonianze dei cremonesi riguardo al passaggio nella città lombarda dell'elefante. Viene presentata una versione popolare sull'origine dell'elefante, che sarebbe stato donato dal Prete Gianni all'imperatore Federico in un suo viaggio in India; viene inoltre raccontato che il pachiderma, utilizzando la sua proboscide, avrebbe scagliato un asino carico di merci contro una casa.
Nel 1239 Federico si spostò a Padova per un lungo soggiorno invernale presso il convento di Santa Giustina: i frati si assunsero l'onere, non indifferente, di dover mantenere, oltre al sovrano e al suo seguito, anche l'elefante e gli altri animali; stessa cosa accadde nel 1245 ai monaci veronesi di San Zeno. Nei resoconti della città di Verona risulta queste testimonianza dell'epoca:
(Noti die storia veronese, Nuovo Archivio Veneto, volume VI, parte 1, Venezia, Fratelli Visentini, 1893, p. 129.)
È poi noto che nel 1247 il serraglio imperiale venne ammirato a Siena e, nei primi giorni del 1248, l'elefante venne mostrato per l'ultima volta alla popolazione a Parma. Il "liofante" sarebbe qui morto, durante l'assedio della città, nell'accampamento di Victoria: alcuni soldati ribelli emiliani, approfittando della temporanea assenza di Federico, impegnato in una battuta di caccia, rasero al suolo l'insediamento, uccidendo alcuni degli animali del serraglio. Come riportato negli Annales Placentini Gibellini, il pachiderma sarebbe deceduto e, conseguentemente, sepolto nel primo mese del 1248. L'elefante di Cremona fu il primo esemplare di questa specie appartenuto a un sovrano europeo dai tempi di Carlo Magno e del suo Abu l-Abbas.

## Utilizzo in battaglia

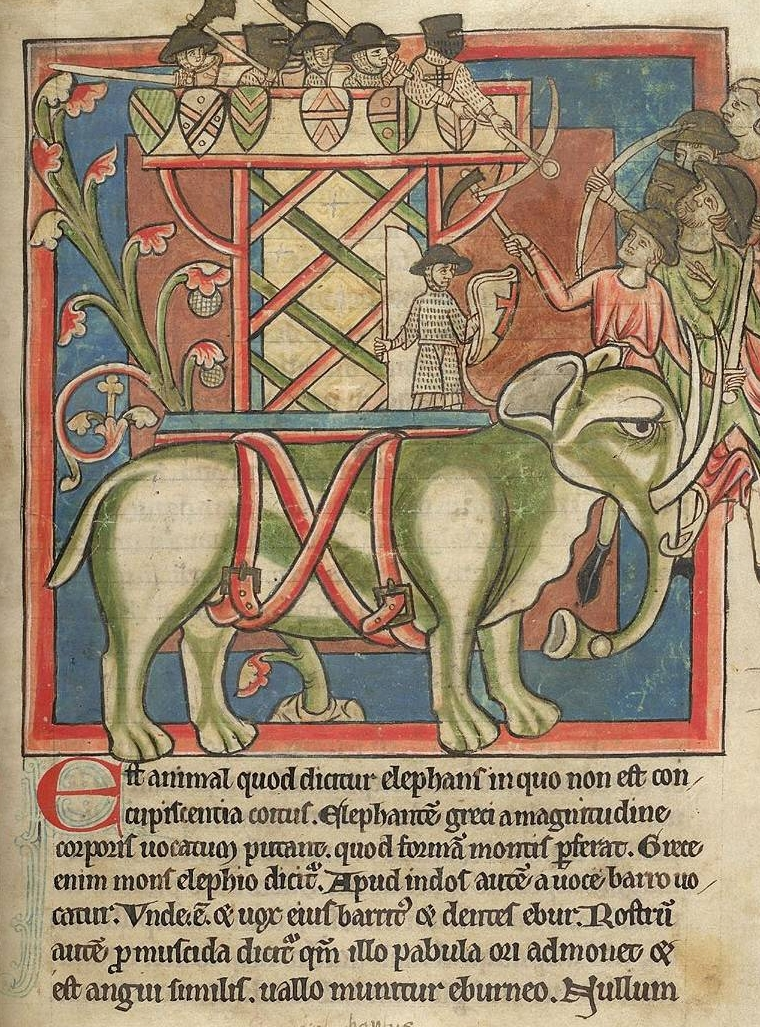
Miniatura di elefante da guerra, risalente agli anni Trenta del XIII secolo

Sebbene lo stesso Salimbene affermi che Federico abbia regolarmente utilizzato l'elefante in battaglia, a fianco delle sue numerose forze saracene, non abbiamo alcuna prova che il pachiderma abbia preso parte ad alcuno scontro. L'esemplare di Cremona doveva essere solamente utilizzato per delle manifestazioni celebrative del sovrano, al massimo come animale da lavoro. L'errata conclusione dello storico parmense potrebbe derivare dal fatto che, essendo l'elefante presente in città vicino alle quali si svolgevano i combattimenti, all'epoca si pensasse che dovesse essere una bestia pugnante.
Inoltre, l'effettiva capacità bellica degli elefanti da guerra e, quindi, il loro reale utilizzo rimangono soggetto di dibattito ancora oggi: per quanto quasi inarrestabili contro della fanteria, gli elefanti erano estremamente vulnerabili alle macchine d'assedio e ai colpi dei tiratori. La loro presenza non era poi sempre vantaggiosa: se gli animali fossero andati nel panico, avrebbero potuto iniziare a scappare verso le retrovie del "proprio" schieramento, travolgendo chiunque sul loro cammino e mietendo numerose vittime. Nonostante ciò, l'impatto psicologico apportato da questi animali sugli avversai non deve essere sottostimato, dato che la vista di un elefante da guerra per gli eserciti europei poteva instillare confusione, paura e scompiglio tra i propri ranghi.

## Presenza

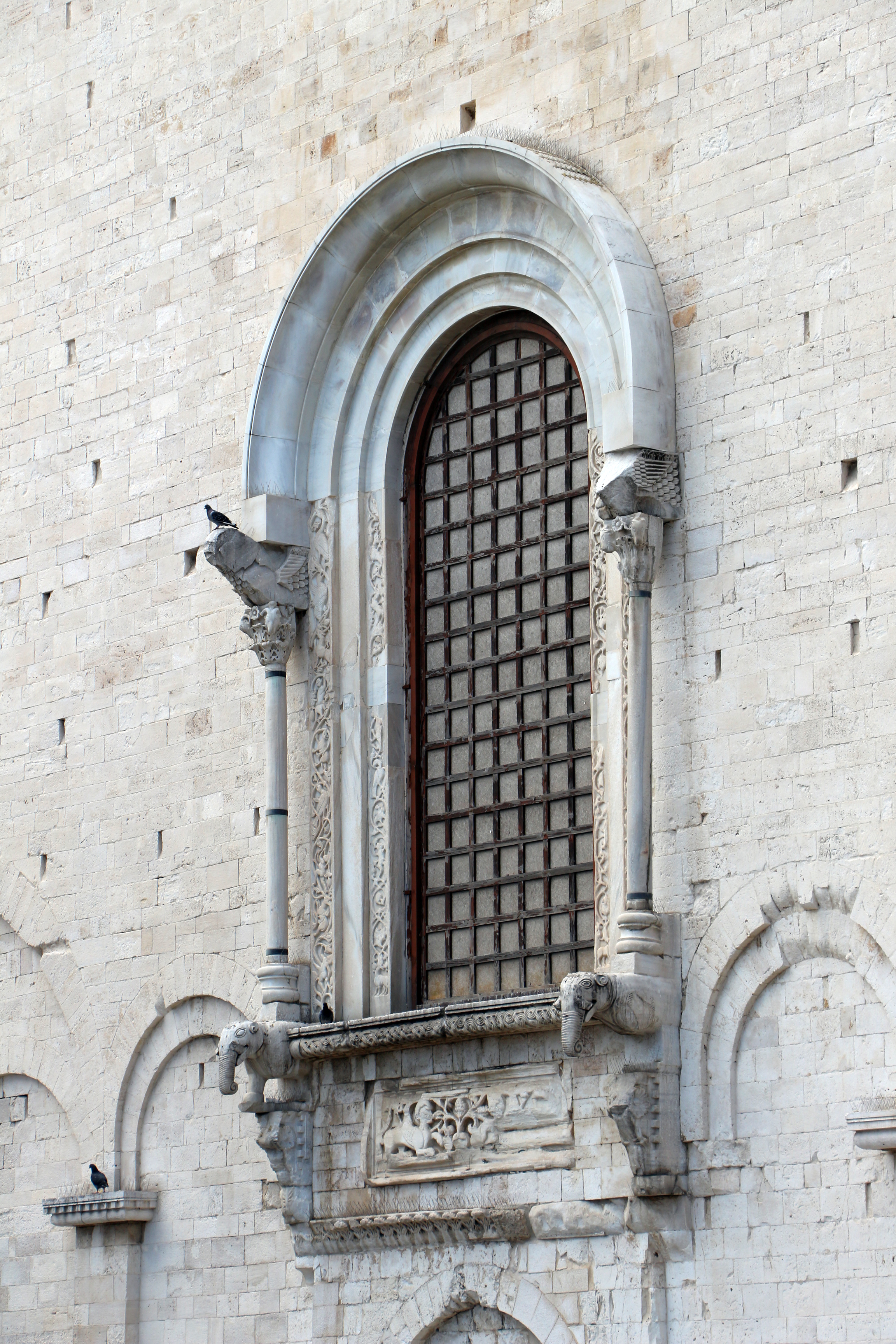
Una finestra della Basilica di San Nicola con due elefanti

Le citazioni scritte o epigrafiche del corteo imperiale sono collocabili geograficamente in una zona comprendente l'Italia settentrionale e la Germania: non possediamo alcuna descrizione né riferimento del passaggio dell'elefante nelle città del Regno di Sicilia. La motivazione può essere ricondotta a una maggiore conoscenza di tali creature nel Mezzogiorno, dove lo sfoggio di esotismo non avrebbe sortito il medesimo effetto catalizzatore: queste creature, mai viste dalle popolazioni a cavallo delle Alpi (se si esclude il passaggio di Annibale nel 218 a.C.), in Puglia, Sicilia e Campania erano in qualche modo conosciute, godendo queste regioni di una lunga tradizione di commerci e scambi culturali con le altre sponde del Mediterraneo, soprattutto con l'Impero bizantino e il Mondo arabo. Ciò è testimoniato da fonti iconografiche, come la presenza di elefanti stilofori realistici in alcune chiese del Sud Italia già prima dell'esistenza dell'elefante di Cremona (nella Basilica di San Nicola a Bari o nella Cattedrale di Trani) e addirittura la scelta della città di Catania nel 1239 di un elefante di pietra chiamata Liotru come simbolo della città.

## Palazzo Comunale
Nel 2025, il comune di Cremona ha intitolato una delle sale del Palazzo del Comune all'Elefante di Federico II, rendendola ufficialmente Sala dell’Elefante di Cremona.